# Tiberkanine
Tiberkanine (em árabe: تبركانين) é uma cidade localizada na província de Aïn Defla, no norte da Argélia. Sua população era de 16 384 habitantes, em 2008.